# Nikon EM
Nikon EM — любительский малоформатный однообъективный зеркальный фотоаппарат начального уровня, выпускавшийся в Японии корпорацией Nippon Kogaku K. K. (сейчас — Nikon) с 1979 до 1982 года. Камера стала родоначальником линейки «сверхкомпактных» зеркальных камер Nikon, предназначенной для растущего рынка дешёвой аппаратуры. Во время начала продаж она позиционировалась, как «женская зеркалка». 
В отличие от остальных моделей, EM не предусматривал ручного управления экспозицией, слишком сложного для фотолюбителей, зато был очень лёгким и компактным. Электронноуправляемый фокальный затвор Seiko поддерживал автоматическое управление экспозицией в режиме приоритета диафрагмы, а байонет F позволял использовать всю линейку объективов Nikkor, соответствующих спецификации AI. Специально для этого семейства фотоаппаратов выпущена линейка дешёвых объективов серии «Е» (англ. Nikon E-series lens).

## Особенности конструкции
Модель EM в момент выхода была самой маленькой и лёгкой зеркальной камерой Nikon. Несмотря на внешнее обилие пластмассы, корпус изготовлен из медно-алюминиевого сплава, и закрыт поликарбонатными верхней и нижней крышками. Электромеханический ламельный затвор с вертикальным ходом металлических шторок бесступенчато отрабатывал выдержки от 1 до 1/1000 секунды. Синхронизация с электронной вспышкой возможна до выдержки 1/90 секунды. 
Встроенный TTL-экспонометр обеспечивал центровзвешенный замер с классическим для «Никона» соотношением центр-поле 60/40%. Стрелка гальванометра, видимая в поле зрения видоискателя, показывала текущую выдержку на прозрачной шкале. При опасности недодержки срабатывал звуковой сигнал. Электромагниты затвора и встроенная в камеру микроэлектроника питались от двух миниатюрных батареек размера LR44. Несменный фокусировочный экран соответствовал типу «К», оснащённому клиньями Додена и микрорастром. Зеркальный видоискатель с несъёмной пентапризмой был темнее, чем у более дорогих профессиональных и полупрофессиональных моделей из-за более дешёвой конструкции отбора света для кремниевых фотодиодов экспонометра.
Эта и последующие камеры линейки считаются маркетинговым провалом «Никона», не встретившим широкого спроса. Однако, несмотря на упрощённую конструкцию, Nikon EM оказался не менее надёжен, чем старшие модели. Дешёвые объективы серии «Е», выпущенные для ультракомпактного семейства не пользовались спросом среди опытных фотографов, но их оптическое качество оставалось на высоте. Особенно удачными считаются «блинчик» 1,8/50 и зум с постоянной светосилой 3,5 и диапазоном 75—150 мм.